# Powiat tykociński
Powiat tykociński – od 1513 do 1795 powiat w województwie podlaskim, ziemi bielskiej, następnie od 1807 do 1815 w departamencie łomżyńskim Księstwa Warszawskiego, od 1816 w województwie augustowskim, obwodzie łomżyńskim. Od 1837 do 1867 funkcjonował w granicach powiatu łomżyńskiego guberni augustowskiej jako okrąg tykociński. Siedzibą powiatu niezmiennie było miasto Tykocin.

## Historia powiatu

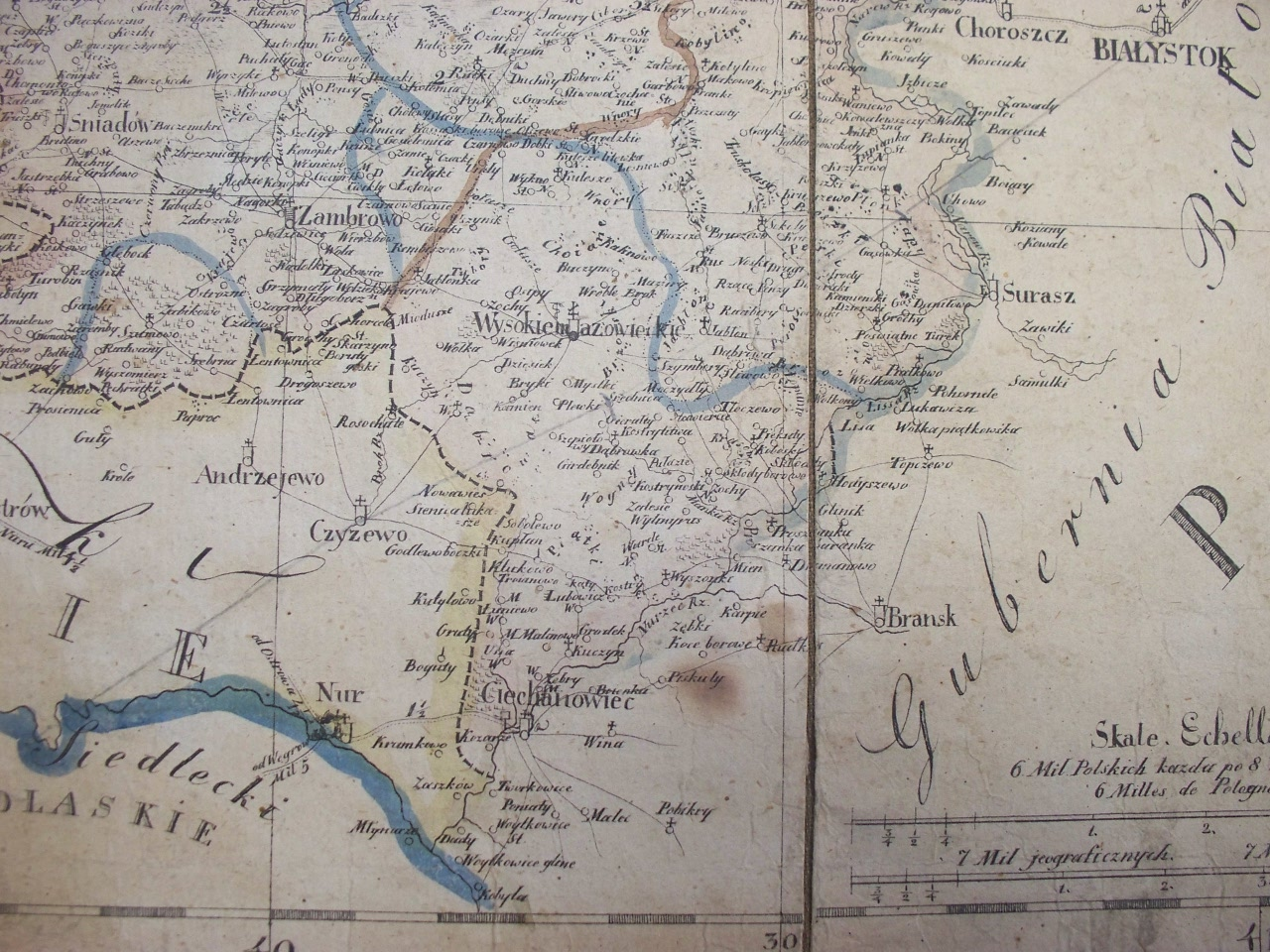
Fragment powiatu tykocińskiego z 1826

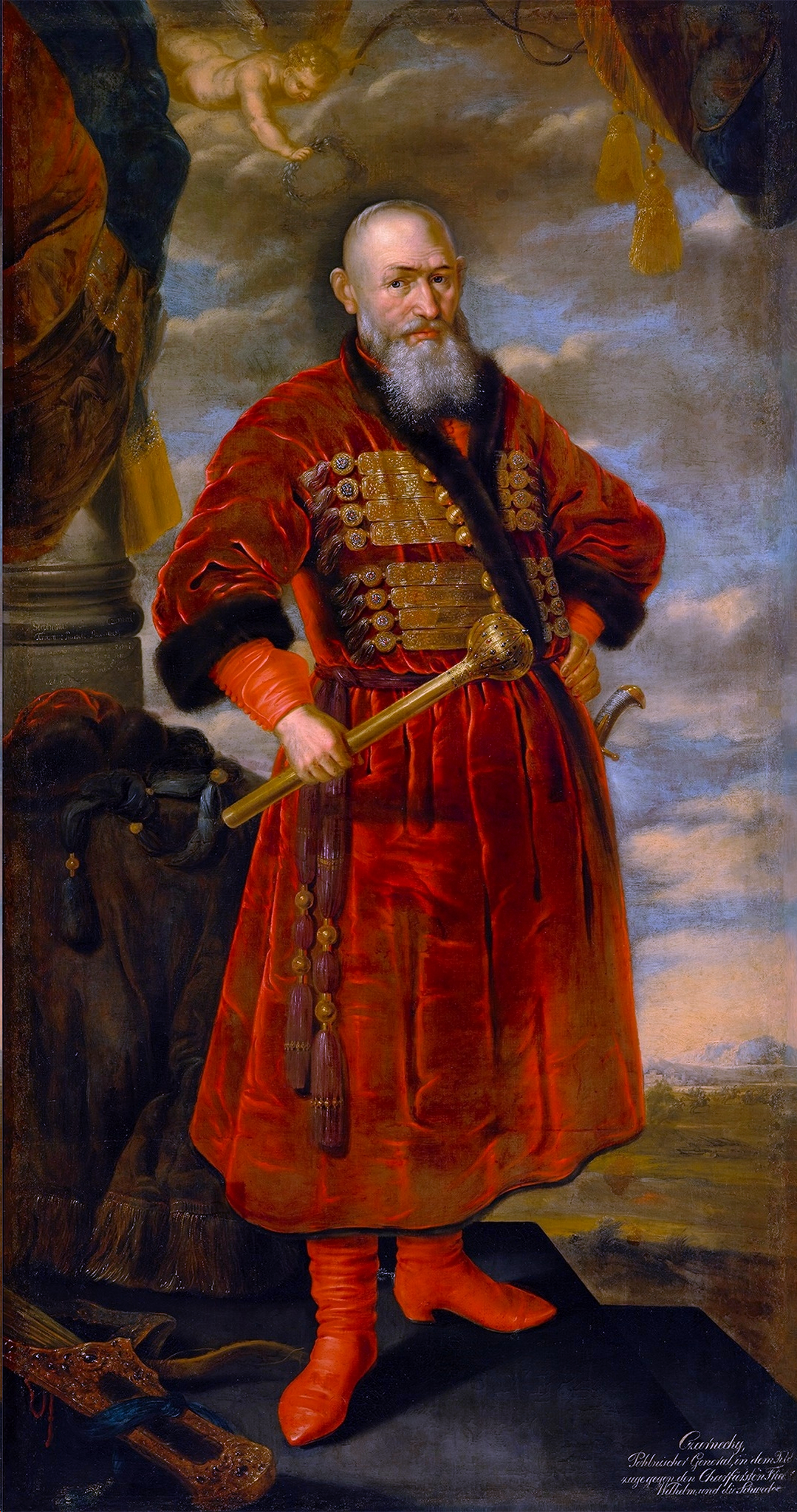
Stefan Czarniecki, starosta tykociński od 1659 do 1665

Województwo podlaskie dzieliło się na ziemie drohiczyńską, mielnicką i bielską. W skład ostatniej wchodziły powiaty brański, tykociński i suraski.
W latach 1795–1807 powiat tykociński przestał istnieć, a jego obszar wszedł w skład nowego powiatu suraskiego z siedzibą landrata w Brańsku. Powiat suraski wchodził z kolei w skład departamentu białostockiego pruskiej prowincji Prusy Nowowschodnie.
19 grudnia 1807 Fryderyk August jako książę warszawski wydał dekret o podziale kraju na departamenty i powiaty oraz na zgromadzenia gminne. Księstwo Warszawskie podzielono pierwotnie na 6 departamentów i 60 powiatów. Odtworzony powiat tykociński włączono w skład departamentu łomżyńskiego.
Po kongresie wiedeńskim w 1815 i utworzeniu Królestwa Polskiego departament łomżyński nazwany został województwem (od 1837 gubernią) augustowskim. W 1842 dotychczasowy obwód łomżyński, składający się dotąd z powiatów łomżyńskiego i tykocińskiego, stał się powiatem łomżyńskim, natomiast powiat tykociński zlikwidowano.

## Skład powiatu
W skład powiatu tykocińskiego w województwie augustowskim weszły następujące miasta i gminy:
- miasta: Tykocin, Wysokie Mazowieckie, Ciechanowiec, Sokoły
- gminy: Kruszewo Głąby, Drągi, Kowalewszczyzna, Łopienie Zyski, Lubowicz, Jeńki, Kulesze i Chojane, Wiśniówek, Truskolasy, Kuczyn, Nowawieś, Bryki, Nowodwory, Tybory Kamianka i Faszcze, Tybory Trzcianka, Klukowo, Zawrocie, Średnica, Mazury, Dobki, Wyszonki Klukówek, Wyszonki Błonie, Szymbory, Hodyszewo i Łapy, Wojny Szuby, Pietkowo, Brzozowo, Roszki i Krzyżewo, Stelmachowo, Piszczaty, Franki[5].